# Anodonta cygnea
La náyade cisne (Anodonta cygnea) es una especie de molusco bivalvo de agua dulce. Se extiende por la mayor parte de Europa. En la península ibérica se encuentra únicamente en algunas lagunas litorales de agua dulce entre Aveiro y Coímbra.

Valva derecha
Valva izquierda

## Taxonomía
El polimorfismo de sus conchas hace difícil su catalogación, habiendo llegando a recibir más de 500 nombres científicos diferentes. Además, es fácilmente confundible con Anodonta anatina.

## Ciclo vital
Al igual que otras náyades, Anodonta cygnea experimenta un estadio larvario, llamado gloquidio, en el que infecta las branquias de un pez hospedador. Tras esta fase se produce una metamorfosis y comienza la fase juvenil de vida libre.